# Stenostephanus alushii
Stenostephanus alushii är en akantusväxtart som beskrevs av T.F. Daniel. Stenostephanus alushii ingår i släktet Stenostephanus och familjen akantusväxter. Inga underarter finns listade i Catalogue of Life.